# Dysdera tbilisiensis
Dysdera tbilisiensis är en spindelart som beskrevs av Tamara Mcheidze 1979. Dysdera tbilisiensis ingår i släktet Dysdera och familjen ringögonspindlar. Inga underarter finns listade i Catalogue of Life.